# Centro Católico Português
O Centro Católico Português (CCP) foi um partido político português, fundado em Braga, em 8 de Agosto de 1915.

## O Apelo de Santarém
O Apelo de Santarém ou Instrução Pastoral Coletiva do Episcopado, de 22 de janeiro de 1915, apela para a ação política da União Católica, do qual deriva o Centro Católico Português. Aprovado o programa redigido por Diogo Pacheco de Amorim, membro do Centro Académico de Democracia Cristã, e José de Almeida Correia. Eleita uma comissão central com Alberto Pinheiro Torres, José Fernando de Sousa (Nemo) e Diogo Pacheco de Amorim. Participam 36 leigos e 30 eclesiásticos, a maior parte deles oriundos da diocese de Braga.

## O II Congresso
O II Congresso do CCP terá lugar em 22 de novembro de 1919. Aprovadas as bases regulamentares do Centro Católico Português, em 22 de novembro, durante o II Congresso do CCP, o chamado congresso da reestruturação, realizado em Lisboa, no Beco do Apóstolos, à Rua da Flores, na sede da Associação Católica. O movimento, fundado em 8 de agosto de 1915, elegeu para presidente o professor doutor António Lino Neto (eminente advogado no seu tempo, professor do Instituto Superior de Economia, vice-reitor da Universidade Técnica de Lisboa (1938-1943), presidente do Centro Católico Português e presidente da Congresso da República no tempo de Sidónio Pais), apoiado por uma comissão central de que fazem parte António Pereira Forjaz, professor da Faculdade de Ciências da Universidade de Lisboa, José da Fonseca Garcia, advogado. Da anterior comissão central, saíam Pinheiro Torres e José Fernando Sousa (Nemo), marcados por militância monárquica. Na altura comemoram-se as festas do Beato D. Nuno. Há delegados de 13 dioceses. Em 18 de dezembro de 1919, encíclica do Papa Bento XV aos prelados portugueses, apoia expressamente a criação do CCP. No dia 19 de janeiro de 1920 começa a publicar-se A União, órgão do Centro Católico Português. Tem como diretor António Lino Neto. Viverá inúmeras polémicas com A Época, jornal dirigido por José Fernando de Sousa.

## O conflito entreA ÉpocaeA União
Em maio de 1920, divergências entre os católicos, no conflito entre A Época de Fernando de Sousa (Nemo) e A União, de António Lino Neto. Lino Neto tinha escrito «A Igreja é a mais bela democracia que tem visto o mundo e a primeira democracia de todos os tempos». Nemo contesta, baseando-se em Charles Maurras. Também Pequito Rebelo em A Monarquia, jornal do Integralismo Lusitano havia contestado o presidente do Centro Católico Português, em Março desse ano. Nas eleições de 10 de julho de 1921, um jovem assistente universitário de Coimbra, António de Oliveira Salazar, chegou a ser eleito por Guimarães, pelo CCP. Nas eleições de 1925 Salazar voltou a participar e teve uma intervenção ativa da campanha, como membro da comissão diocesana de Coimbra, escrevendo sete artigos sobre a matéria eleitoral no Correio de Coimbra e sendo candidato no círculo eleitoral de Arganil, mas ficou em sexto, isto é, em penúltimo lugar .
Em 29 de setembro de 1922 foi publicada uma pastoral coletiva do episcopado, sobre as desinteligências que ameaçam dividir o campo católico, declarando-se confiança na direção do CCP. A carta de Pio XI de 13 de maio de 1923 secunda a pastoral coletiva do episcopado português que apoiava o CCP. Em 15 de dezembro de 1923, reaparece o jornal Novidades, agora como órgão da hierarquia católica, em apoio do CCP. O A União cessa a sua publicação em abril de 1924. Em 14 de fevereiro de 1925, os bispos intervêm no confronto entre A Época e o Novidades dizendo que o CCP tem o apoio do episcopado e do próprio papa. Nemo abandona então o CCP e A Época transforma-se em jornal católico, independente do Centro. Reações contra os bispos: O Correio da Manhã considera a declaração dos bispos como uma impertinência política. O Comércio de Viseu, dirigido pelo visconde de Banho, põe-se ao lado de Nemo.

## Resultados eleitorais

### Eleições legislativas
| Data | Votos  | %         | Deputados | +/-     | Senadores | +/-     | Status   |
| ---- | ------ | --------- | --------- | ------- | --------- | ------- | -------- |
| 1915 | 11 463 | 4,0 (5.º) | 1 / 163   |         | 1 / 69    |         | Oposição |
| 1918 | N/D    | N/D       | 5 / 155   | 4       | 1 / 73    | Estável | Oposição |
| 1919 | N/D    | N/D       | 1 / 163   | 4       | 1 / 74    | Estável | Oposição |
| 1921 | N/D    | N/D       | 3 / 163   | 2       | 3 / 71    | 2       | Oposição |
| 1922 | N/D    | N/D       | 3 / 163   | Estável | 3 / 74    | Estável | Oposição |
| 1925 | N/D    | N/D       | 4 / 163   | 1       | 4 / 73    | 1       | Oposição |